# Elatostema oblongifolium
Elatostema oblongifolium là loài thực vật có hoa trong họ Tầm ma. Loài này được S.H.Fu mô tả khoa học đầu tiên năm 1980.